# تميز ومساواة
التميز والمساواة هو الهدف الرئيسي في إصلاح التعليم في العديد من الولايات. وقد ذكر رواد التعليم مثل تيري بيرجسون (Terry Bergeson) في واشنطن أنه من الضروري تحقيق هذين الهدفين ليحصل جميع الطلاب على شهادة مدرسة ثانوية ذات مغزى. وستكسر هذه الأهداف الارتباط بين العرق والفقر والتحصيل الدراسي غير الكافي. وقد فرضت الاختبارات المعيارية مواجهة الحقائق التي تتعلق بالتحصيل الدراسي المنخفض. وما زالت متطلبات التخرج التي تتطلب اجتياز اختبارات صارمة تشكل حافزًا للعمل على معالجة تلك الفوارق وإزالتها.
كما تحدد المعايير الوطنية لتعليم العلوم أيضًا التميز والمساواة كهدفين رئيسيين.